# Dynín
Dynín (en allemand : Dinin) est une commune du district de České Budějovice, dans la région de Bohême-du-Sud, en République tchèque. Sa population s'élevait à 362 habitants en 2023.

## Géographie
Dynín se trouve à 6 km au sud-est de Dolní Bukovsko, à 22 km au nord-est de České Budějovice et à 106 km au sud-sud-est de Prague.
La commune est limitée par Bošilec au nord, par Ponědrážka et Ponědraž à l'est, par Záblatí et Mazelov au sud et par Neplachov et Dolní Bukovsko à l'ouest.

## Histoire
La première mention écrite du village date de 1341.

## Transports
Par la route, Dynín se trouve à 10 km de Veselí nad Lužnicí, à 26 km de České Budějovice et à 130 km de Prague.

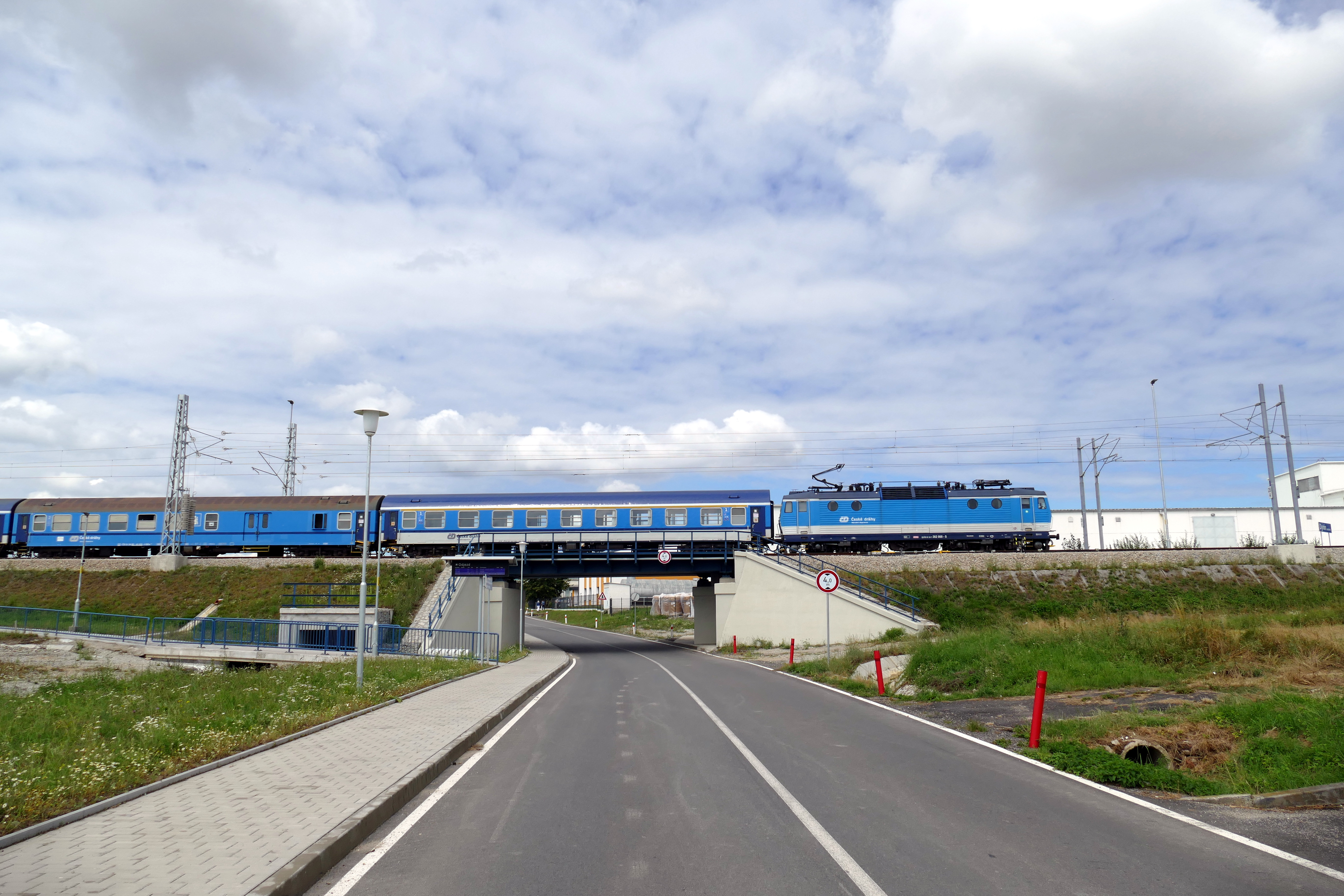
Pont ferroviaire sur la route III/1555.
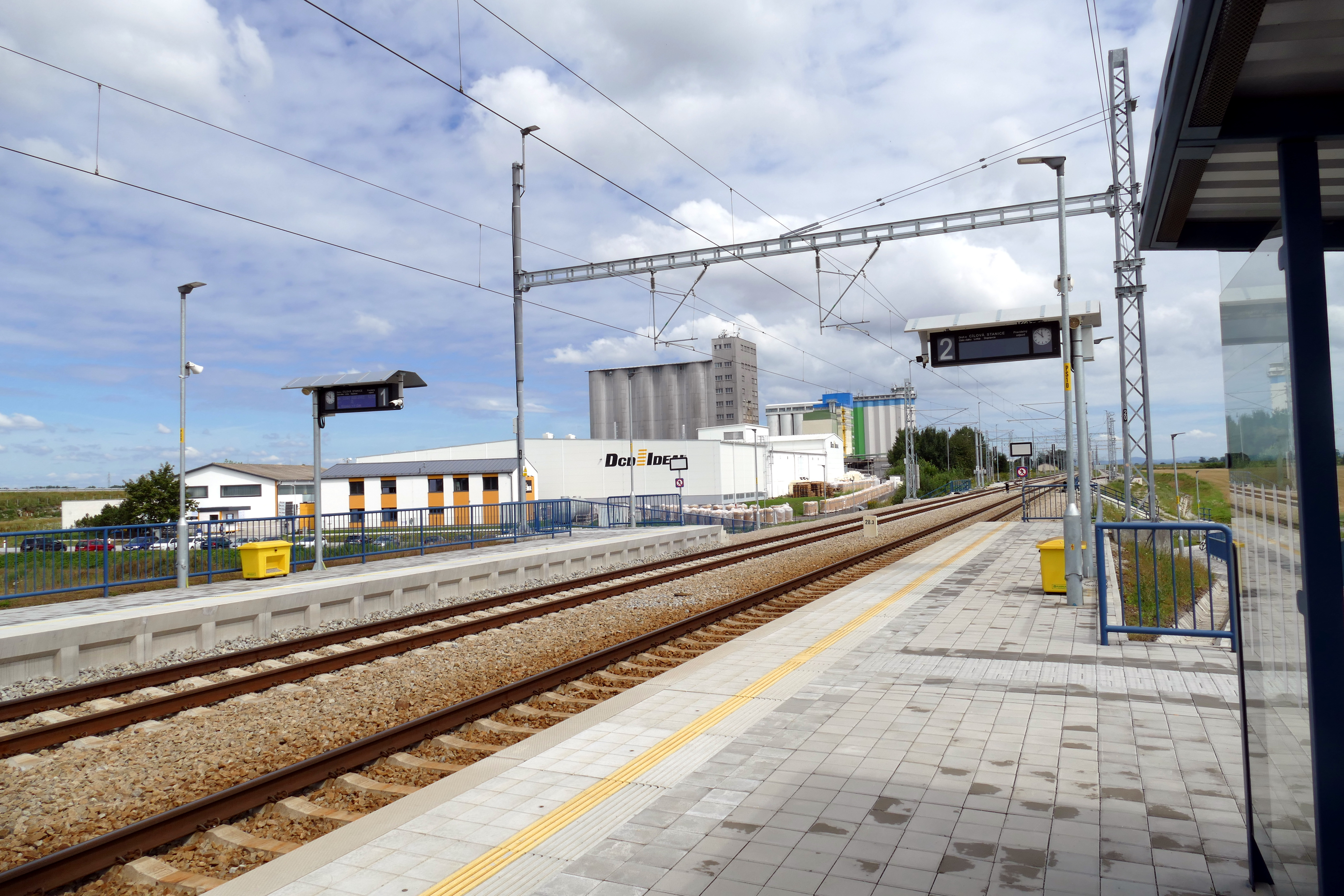
Gare ferroviaire.

## Source
- (cs) Cet article est partiellement ou en totalité issu de l’article de Wikipédia en tchèque intitulé « Dynín » (voir la liste des auteurs).